# Diyae Jermoumi
Diyae-Edinne Jermoumi (Leiden, Países Bajos, 19 de julio de 2004) es un futbolista marroquí que juega de defensa en el Jong Ajax de la Eerste Divisie.

## Trayectoria
Tras comenzar su carrera en el Lugdunum de Leiden, se unió al Sparta de Róterdam en 2014, antes de pasar a la Academia Juvenil del Ajax en 2019, firmando su primer contrato profesional con el club de Ámsterdam en diciembre de 2021.
Debutó como profesional con el Jong Ajax el 10 de enero de 2022, sustituyendo a Giovanni Manson Ribeiro en el minuto 74 de una victoria a domicilio por 0-2 en la Eerste Divisie contra el Jong FC Utrecht.

## Selección nacional
Nacido en los Países Bajos, es de ascendencia marroquí y jugó para la selección sub-17 de Marruecos. Debutó con Marruecos sub-20 en un amistoso que perdió por 2-0 ante la España sub-20 el 28 de abril de 2022.

## Estadísticas

### Clubes
Actualizado al último partido disputado el 25 de octubre de 2024.
| Club                     | Div.          | Temporada     | Liga  | Liga  | Copas nacionales | Copas nacionales | Copas internacionales | Copas internacionales | Total | Total |
| Club                     | Div.          | Temporada     | Part. | Goles | Part.            | Goles            | Part.                 | Goles                 | Part. | Goles |
| ------------------------ | ------------- | ------------- | ----- | ----- | ---------------- | ---------------- | --------------------- | --------------------- | ----- | ----- |
| Jong Ajax · Países Bajos | 2.ª           | 2021-22       | 1     | 0     | —                | —                | —                     | —                     | 1     | 0     |
| Jong Ajax · Países Bajos | 2.ª           | 2022-23       | 22    | 1     | —                | —                | —                     | —                     | 22    | 1     |
| Jong Ajax · Países Bajos | 2.ª           | 2023-24       | 10    | 0     | —                | —                | —                     | —                     | 10    | 0     |
| Jong Ajax · Países Bajos | 2.ª           | 2024-25       | 6     | 0     | —                | —                | —                     | —                     | 6     | 0     |
| Jong Ajax · Países Bajos | Total club    | Total club    | 39    | 1     | 0                | 0                | 0                     | 0                     | 39    | 1     |
| Total carrera            | Total carrera | Total carrera | 39    | 1     | 0                | 0                | 0                     | 0                     | 39    | 1     |